# Zuidwest-Sumba
Zuidwest-Sumba (Indonesisch: Sumba Barat Daya) is een regentschap (kabupaten) op het eiland Sumba, in de Indonesische provincie Oost-Nusa Tenggara. Het regentschap is in 2007 afgesplitst van het regentschap West-Sumba. Zuidwest-Sumba heeft een oppervlakte van 1480 km² en heeft 226.281 inwoners (2002). De hoofdstad van Zuidwest-Sumba is Tambolaka.
Zuidwest-Sumba grenst in het noorden aan de Straat Sumba, in het oosten aan de onderdistricten Tana Righu, Loli en Lamboya (regentschap West-Sumba), in het zuiden aan het onderdistrict Lamboya en in het zuiden en westen aan de Indische Oceaan.
Het regentschap is onderverdeeld in acht onderdistricten (kecamatan):
- Kodi
- Kodi Bangedo
- Kodi Utara.
- Laura
- Wewewa Barat
- Wewewa Selatan
- Wewewa Timur
- Wewewa Utara

De onderdistricten bestaan op hun beurt gezamenlijk uit 95 Kelurahan.

Stadsgemeente: Kupang

Regentschappen: Alor · Belu · Centraal-Sumba · Ende · Kupang · Lomblen  · Malaka · Manggarai · Ngada · Noord-Centraal Timor · Oost-Flores · Oost-Sumba · Rote Ndao · Sabu Raijua · Sikka · West-Manggarai · West-Sumba · Zuid-Centraal Timor · Zuidwest-Sumba